# Kolho
Kolho är en by och tätort i Mänttä-Filpula stad i landskapet Birkaland i Finland. År 2012 hade tätorten 718 invånare. Kolho existerar på båda sidorna av sjöarna Ukonselkä och Kaijanselkä, och på halvön som skiljer sjöarna åt. Tammerfors-Haapamäki-järnvägen går genom Kolho, och regionaltågen mellan Keuru och Tammerfors stannar vid järnvägsstationen. Det finns en skola, en bank, en K-Market-butik, ett bibliotek, ett apotek, två kyrkor och en simstrand mot Ukonselkä.

## Galleri

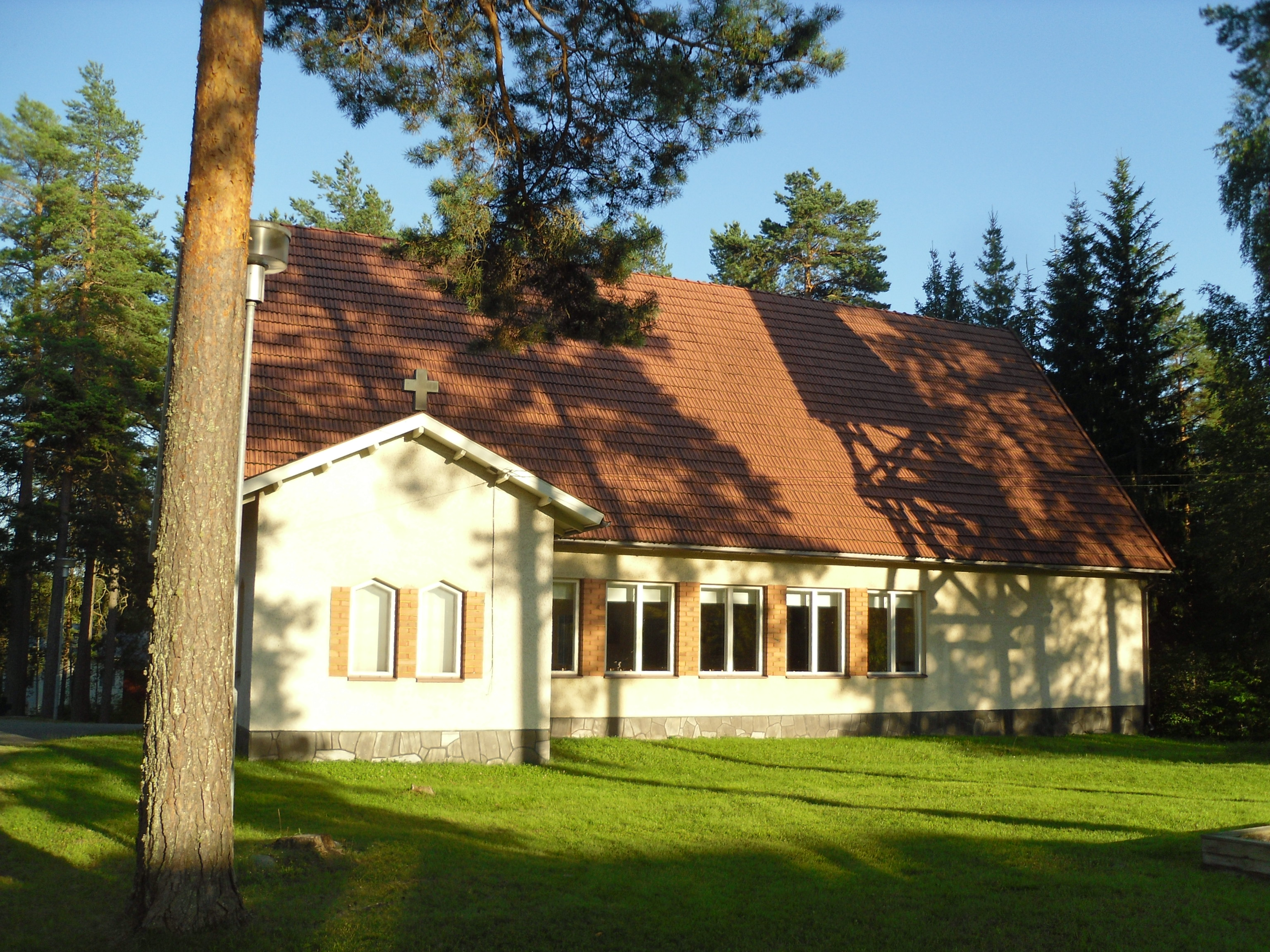
Kolhos kyrka
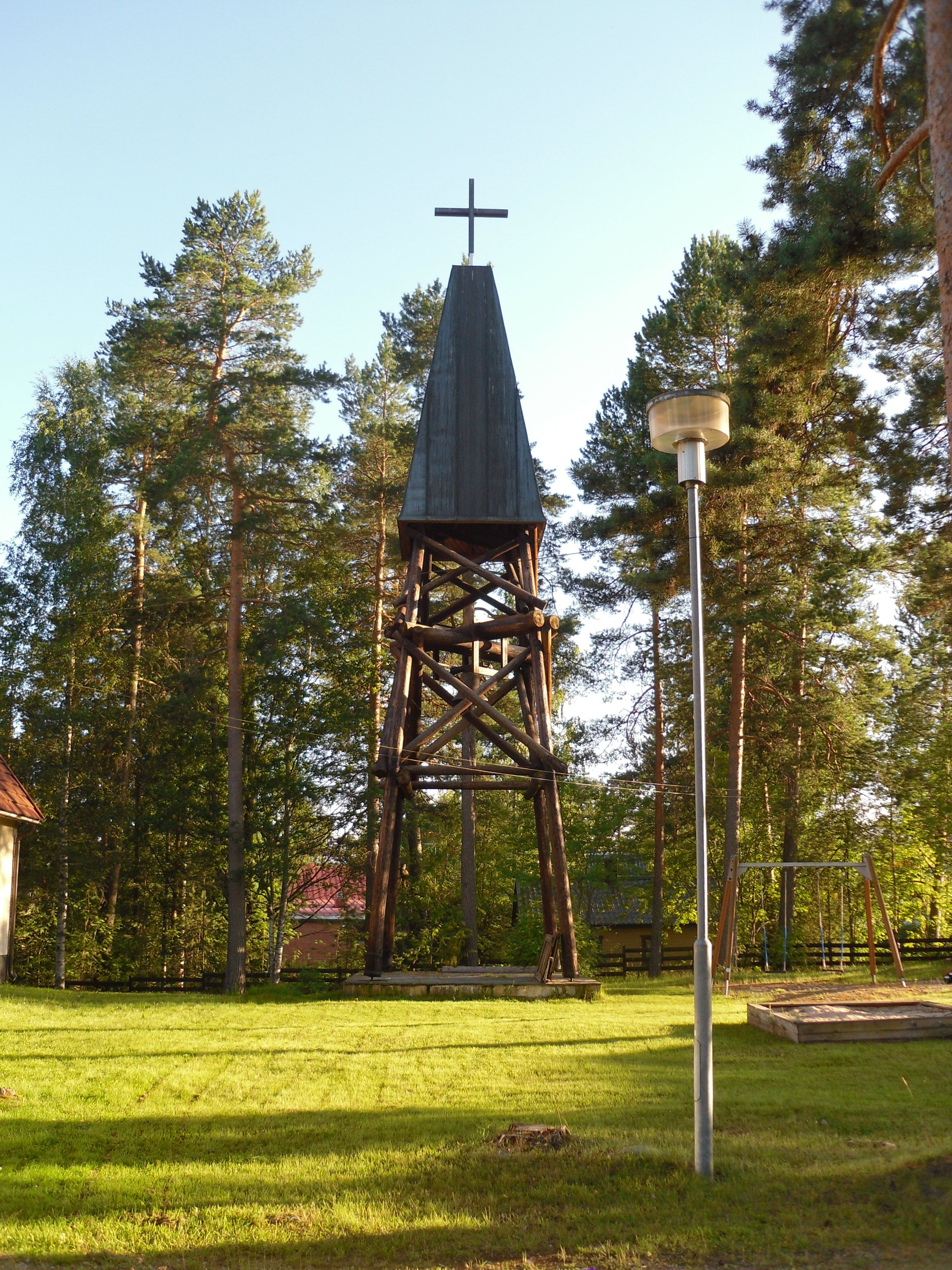
Kolhos kyrkas klockstapel
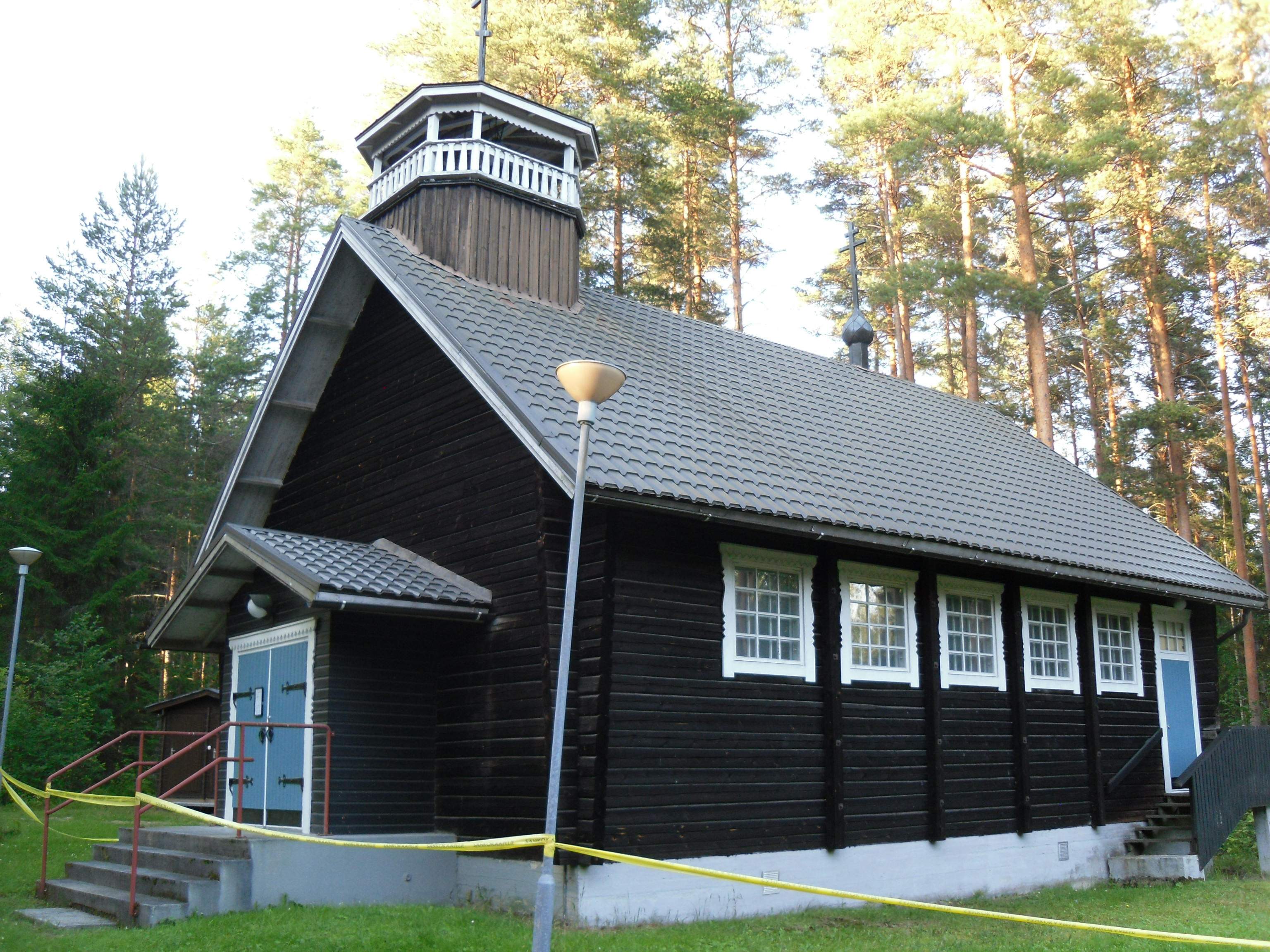
Kolhos ortodoxa kyrka
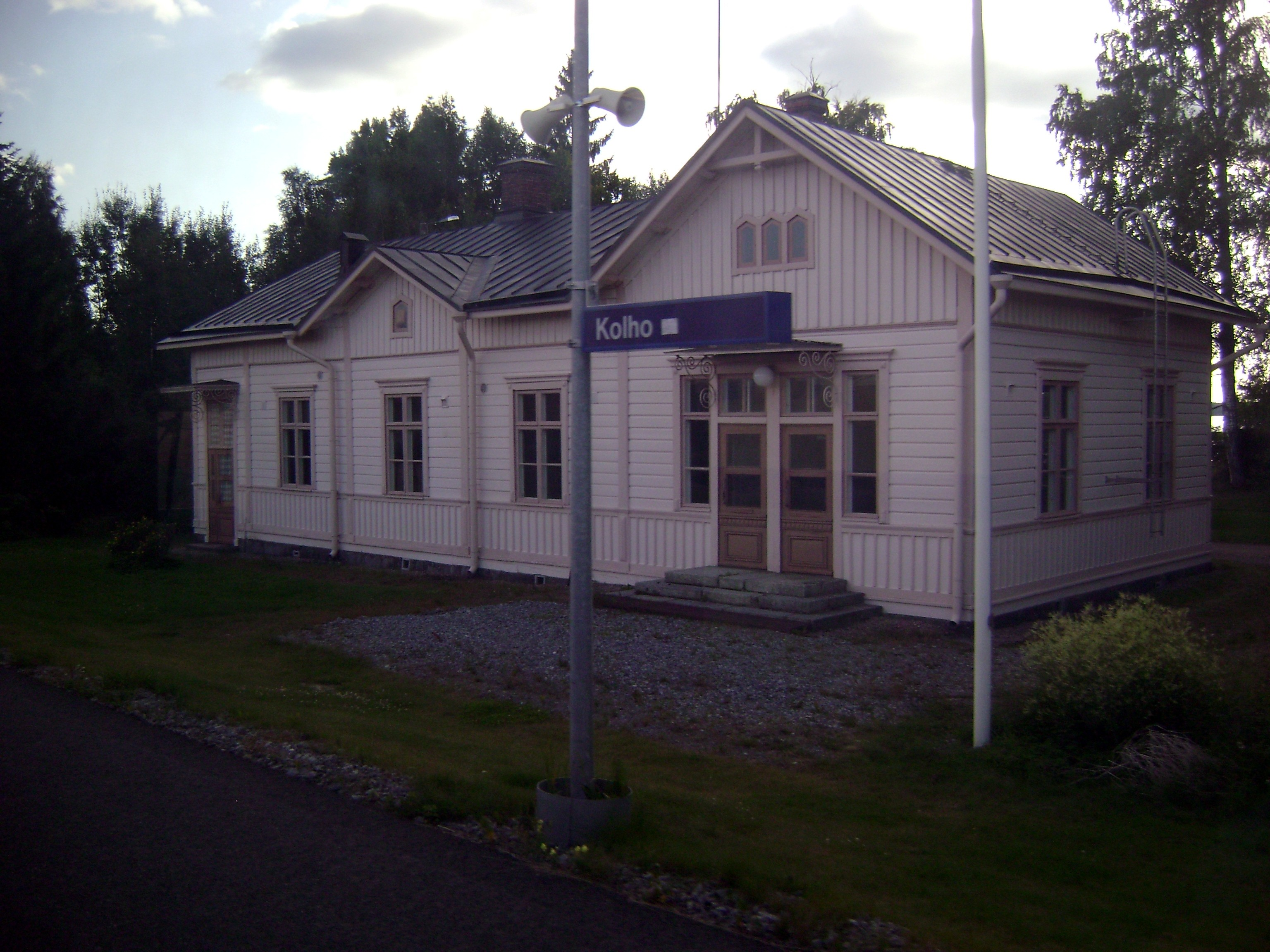
Kolhos järnvägsstation